# Bleke gors
De bleke gors (Spizella pallida) is een zangvogel uit de familie Emberizidae (gorzen).

## Verspreiding en leefgebied
Deze soort komt voor in westelijk Canada en de Verenigde Staten en overwintert in Texas en Mexico.